# Jack Draper (tennisser)
Jack Alexander Draper (Sutton, 22 december 2001) is een Brits tennisser.

## Loopbaan
Draper maakte zijn profdebuut in 2018 en verloor dat jaar ook de juniorenfinale op Wimbledon van Tseng Chun-hsin. In 2019 speelde hij in het dubbelspel op Wimbledon maar verloor in de eerste ronde. In 2021 nam hij voor het eerst deel aan een grandslamtoernooi in het enkelspel; hij geraakte niet voorbij de eerste ronde op Wimbledon. In 2022 won hij drie challengers en bereikte hij de tweede ronde op Wimbledon en de derde ronde op het US Open. Hij werd aan het eind van het jaar geselecteerd voor de Next Generation ATP Finals, waar hij tot de halve finale kwam.
In 2024 bereikte Draper de halve finale op het US Open – daar werd hij uitgeschakeld door de latere winnaar, Jannik Sinner.

## Palmares
| Legenda                       | Legenda               |
| ----------------------------- | --------------------- |
| Grand Slam                    |                       |
| Olympische Spelen             |                       |
| tot 2009                      | vanaf 2009            |
| Tennis Masters Cup            | ATP Finals            |
| ATP Masters Series            | ATP Tour Masters 1000 |
| ATP International Series Gold | ATP Tour 500          |
| ATP International Series      | ATP Tour 250          |

### Enkelspel
| Nr.                  | Datum            | Toernooi         | Ondergrond    | Tegenstander in finale | Score         |         |
| -------------------- | ---------------- | ---------------- | ------------- | ---------------------- | ------------- | ------- |
| gewonnen finales     |                  |                  |               |                        |               |         |
| 1.                   | 16 juni 2024     | ATP Stuttgart    | gras          | Matteo Berrettini      | 3-6, 7-6, 6-4 | details |
| 2.                   | 27 oktober 2024  | ATP Wenen        | hardcourt (i) | Karen Chatsjanov       | 6-4, 7-5      | details |
| 3.                   | 16 maart 2025    | ATP Indian Wells | hardcourt     | Holger Rune            | 6-2, 6-2      | details |
| verloren finales     |                  |                  |               |                        |               |         |
| 1.                   | 11 november 2023 | ATP Sofia        | hardcourt (i) | Adrian Mannarino       | 6-7, 6-2, 3-6 | details |
| 2.                   | 13 januari 2024  | ATP Adelaide     | hardcourt     | Jiří Lehečka           | 6-4, 4-6, 3-6 | details |
| gewonnen challengers |                  |                  |               |                        |               |         |
| 1.                   | 16 januari 2022  | Forlì            | hardcourt (i) | Jay Clarke             | 6-3, 6-0      |         |
| 2.                   | 20 februari 2022 | Forlì            | hardcourt (i) | Tim van Rijthoven      | 6-1, 6-2      |         |
| 3.                   | 27 februari 2022 | Forlì            | hardcourt (i) | Alexander Ritschard    | 3-6, 6-3, 7-6 |         |
| 4.                   | 4 april 2022     | Saint-Brieuc     | hardcourt (i) | Zizou Bergs            | 6-2, 5-7, 6-4 |         |
| 5.                   | 5 november 2023  | Bergamo          | hardcourt (i) | David Goffin           | 1-6, 7-6, 6-3 |         |

## Resultaten grote toernooien
| Legenda | Legenda                          |
| ------- | -------------------------------- |
| g.t.    | geen toernooi gehouden           |
| l.c.    | lagere categorie                 |
| –       | niet deelgenomen                 |
| G       | uitgeschakeld in de groepsfase   |
| 1R      | uitgeschakeld in de eerste ronde |
| 2R      | uitgeschakeld in de tweede ronde |
| 3R      | uitgeschakeld in de derde ronde  |
| 4R      | uitgeschakeld in de vierde ronde |
| KF      | uitgeschakeld in de kwartfinale  |
| HF      | uitgeschakeld in de halve finale |
| F       | de finale verloren               |
| W       | het toernooi gewonnen            |
| w-v     | winst/verlies-balans             |

### Enkelspel
| grandslamtoernooien |     |    |    |    |    |
| Australian Open     | –   | –  | 1R | 2R | 4R |
| Roland Garros       | –   | –  | 1R | 1R |    |
| Wimbledon           | 1R  | 2R | –  | 2R |    |
| US Open             | –   | 3R | 4R | HF |    |
| Statistieken        |     |    |    |    |    |
| titels per jaar     | 0   | 0  | 0  | 2  | 1  |
| eindejaarsranking   | 265 | 42 | 61 | 15 |    |

### Dubbelspel
| toernooi            | 2019 |    | 2024 | 2025 |
| ------------------- | ---- | -- | ---- | ---- |
| grandslamtoernooien |      |    |      |      |
| Australian Open     | –    |    | –    | –    |
| Roland Garros       | –    | –  | –    |      |
| Wimbledon           | 1R   | –  | –    |      |
| US Open             | –    | –  |      |      |
| ATP Masters 1000    |      |    |      |      |
| Indian Wells        | –    |    | –    | 2R   |
| Miami               | –    | –  | –    |      |
| Monte Carlo         | –    | –  | 2R   |      |
| Madrid              | –    | –  | –    |      |
| Rome                | –    | –  | –    |      |
| Montreal/Toronto    | –    | KF |      |      |
| Cincinnati          | –    | –  |      |      |
| Shanghai            | –    | –  |      |      |
| Parijs              | –    | –  |      |      |
| olympisch           |      |    |      |      |
| Olympische Spelen   | g.t. |    | –    | g.t. |
| statistieken        |      |    |      |      |
| titels per jaar     | 0    |    | 0    | 0    |
| eindejaarsranking   | 1013 |    | 250  |      |